# Alaholfingové
Alaholfingové (příležitostně Ahalolfingové) byli raně středověký šlechtický rod z Alamannie. Byli spříznění s předchozími vládci Alamannie, s bavorskými Agilolfingy a Geroldingy. Jejich původní mocenská základna byla kolem horního toku řek Neckar a Dunaj. Získali pozemky nejen v Alamannii, ale také v Bavorsku, Frankách a Itálii.
Ahalolfingové se dělí na dvě skupiny, starší a mladší. Není jisté, jak jsou tyto dvě skupiny spřízněné. Starší skupina sestává z potomků Bertholda, který byl spolu s Hnabim v roce 724 spoluzakladatelem opatství Reichenau. Jeho nejslavnějším potomkem byl Kadolah, vévoda z Friuli, který bránil panonské pláně před Avary.
Jistý Halaholf založil v polovině 8. století Marchtalské opatství jako vlastnický klášter. Jeho potomci jej v roce 776 dali pod správu opatství Saint Gall. V moderní vědě se rodina pojmenovává právě po něm.
Samotná mladší větev rodu se skládá ze dvou větví. Císařovna Richardis je potomkem Erchangera. Její sestra se provdala za Bertholda I. a byla matkou druhé větve rodu, kam patřil i slavný vévoda Erchanger Švábský, a jeho bratr Berthold II. Ahalolfingové vymřeli, když v roce 973 zemřel Berthold III., ačkoli Zähringové by mohli být považováni za jejich potomky.